# ニコロデオン・アニメーション・スタジオ
ニコロデオン・アニメーション・スタジオ (Nickelodeon Animation Studios)は、ニコロデオン・グループを通してパラマウント・スカイダンス・コーポレーションが所有・運営しているアメリカ合衆国のアニメ制作会社。『スポンジ・ボブ』などを制作している。